# 色つきの女でいてくれよ
「色つきの女でいてくれよ」（いろつきのおんなでいてくれよ）は、ザ・タイガースの楽曲で、通算17枚目のシングルである。1982年2月5日に『ザ・タイガース同窓会』オリジナル盤としてポリドールK.K.（現・ユニバーサルミュージックジャパン）より発売された。

## 解説
表題曲は、『コーセー化粧品』春のイメージソングであり、テレビCMにはザ・タイガースも出演した。
1970年の「都会」以来12年ぶりにオリコンチャートトップ10にランクインした。TBS系の音楽番組『ザ・ベストテン』では、ザ・タイガースとして唯一のランクイン曲となり、最高位2位・10位以内は10週連続ランクインした。さらにコーセーが提供していたラジオ番組『コーセー歌謡ベストテン』（FM東京）では年間7位にランクインした。
前作「十年ロマンス」を踏襲した作風であり、リードボーカルとして加橋かつみがAメロ・Bメロを、沢田研二がサビを担当した。加橋と岸部シローの高音ボイスを活かした曲作りは高く評価されている。
オリジナル・アルバムには未収録だったが、2002年にアルバム『THE TIGERS 1982』が紙ジャケットCDとして再発された際、ボーナス・トラックとして追加収録された。B面「BA-BA-BANG」は、『THE TIGERS 1982』収録曲。本作は、沢田研二のポリドール・レコード内のプライベート・レーベルであるジュリーレーベルでのリリースである。また、ジュリーレーベルとして最初のアルバムは『THE TIGERS 1982』である。
同窓会期にはオリジナルメンバーの瞳みのるが参加していないため、本来は瞳不在の楽曲であったが、2013年12月の再結成時の全国ツアーでは瞳が参加しドラムを担当した。

## 収録曲
- 全編曲：伊藤銀次

1. 色つきの女でいてくれよ (3:56)
  - 作詞：阿久悠　作曲：森本太郎
2. BA-BA-BANG (3:15)
  - 作詞：近田春夫　作曲：沢田研二